# Fach (Schauspielkunst)
Das Fach ist ein Spektrum von Theaterrollen, auf das Schauspieler von etwa 1700 bis 1980 spezialisiert waren.

## Geschichte
In der klassischen Schauspielkunst unterteilte man seit dem 17. Jahrhundert die verschiedenen Personen (Personage) eines Theaterstückes nach ihrem Charakter und ihrer Funktion im Stück in verschiedene Fächer, auch Rollen- oder Bühnenfächer genannt. Die Rollenfächer hingen mit der Zusammensetzung der Schauspieltruppen (und später der Ensembles in den Stadttheatern) zusammen. Für jedes Fach musste ein Schauspieler engagiert sein, um das Rollenspektrum in den Repertoirestücken (siehe Repertoiresystem) abdecken zu können. Diese Fachbezeichnungen waren bis ins 20. Jahrhundert für Schauspielerverträge relevant. Rechtlich bedeutete diese Angabe für den Schauspieler sowohl einen Anspruch auf Einsatz in seinem Rollenfach als auch Schutz vor den Aufgaben anderer Rollenfächer.
Die festgelegten Ausdrucksmittel der Rollenfächer konnten für die Darsteller sowohl Einschränkung als  auch Gestaltungsmöglichkeit  sein, solange sie noch auf sich selbst gestellt waren. Rollenfächer führen zu einer Vereinheitlichung der Stilmittel. Bis heute gibt es Schauspieler, die in einer stehenden Rolle auftreten (was aber zumindest im deutschen Sprachgebiet nicht mehr geschätzt und gelegentlich mit abwertenden Bezeichnungen wie Knallcharge für eine überzeichnet komische Nebenrolle versehen wird). An Stelle der früheren Festlegung auf Rollenfächer wird in Schauspielerverträgen heute manchmal der Einsatzbereich auf kleine, mittlere oder große Rollen präzisiert.
Durch den Naturalismus im Theater seit etwa 1900 haben sich die Rollenfächer zunehmend aufgelöst und einer individuellen Gestaltung Platz gemacht. Die Entwicklung der Theaterregie und die wachsende Vormacht des Regisseurs haben die Bedeutung der Rollenfächer zunehmend verringert. Im Schauspiel gibt es sie zumindest vordergründig nicht mehr. In der Oper sind die traditionellen Rollenfächer zum Teil im Stimmfach erhalten geblieben, da Partien mit den Qualitäten der Stimmlage verbunden sind.

## Einteilung
Der Ständeklausel gemäß gab es eine soziale Unterscheidung zwischen ernsten und komischen Rollen, die seit etwa 1800 aufgeweicht wurde, aber bis heute nachwirkt. Im 18. Jahrhundert tritt zu der grundsätzlichen Unterscheidung noble/caractère (fein/grob oder adlig/bäuerlich) ein Zwischenfach namens demi-caractère (meist übersetzt als „schlicht“), das als Gefäß für die bürgerlichen Figuren dient. In dieser Abstufung gab es etwa die noblen Mütter, die zärtlichen Mütter (demi-caractère) und die komischen Mütter (caractère).
Für die Einteilung der Schauspieler in Rollenfächer hatten Alter, Statur, Stimme, soziale Herkunft, Erfahrung, Begabung, aber auch etwa die selbst mitgebrachte Garderobe (vor allem bei den Wandertruppen) eine Bedeutung. Zu einem Rollenfach gehörte ein vorausgesetztes Repertoire von Gesten und Verhaltensregeln.
| Schauspielerinnen                                                                      | Schauspieler                                                                |
| -------------------------------------------------------------------------------------- | --------------------------------------------------------------------------- |
| Jugendliche Naive, Muntere (niederer Stand)                                            | Naturbursche, Jugendlicher Komiker, Dümmling (niederer Stand)               |
| Jugendliche Liebhaberin, Sentimentale (hoher Stand)                                    | Jugendlicher Liebhaber (hoher Stand)                                        |
| Heldin, Heroine                                                                        | Held                                                                        |
| Salondame, Femme fatale                                                                | Bonvivant (Lebemann, Frauenheld)                                            |
| Charakterdarstellerin, z. B. - Mutterrolle - Intrigantin - Komische Alte, Chargenrolle | Charakterdarsteller, z. B. - Vaterrolle - Intrigant - Komiker, Chargenrolle |

Zu den Fächern treten oft differenzierende Adjektive hinzu wie jugendlich, zärtlich, komisch. Ferner werden häufig die ersten Darsteller des jeweiligen Fachs bezeichnet: erster Held, erste Liebhaberin. Die Charakterdarsteller wurden in der Regel von den niederen Komikern unterschieden.

## Praktische Anwendung
Um einen ausgewogenen Spielplan im Repertoiresystem zu gewährleisten, engagierten viele Theaterleiter ihr Ensemble mit Hilfe eines Klassischen Theaterstückes. Diese Auswahl kann vielfältig sein, wie z. B. Schillers Kabale und Liebe.
| Geschlecht        | Personen                                                                     | Rollenfach                            | Ergänzung    | Stand               |
| ----------------- | ---------------------------------------------------------------------------- | ------------------------------------- | ------------ | ------------------- |
| männlich          | Präsident von Walter, am Hof eines deutschen Fürsten                         | Heldenvater                           |              | adelig              |
| männlich          | Ferdinand von Walter, sein Sohn, Major                                       | Liebhaber                             | jugendl.     | adelig              |
| männlich          | Hofmarschall von Kalb                                                        | Bonvivant                             |              | adelig              |
| weiblich          | Lady (Emilie) Milford, Mätresse des Fürsten                                  | Salondame                             |              | adelig              |
| männlich          | Wurm, Haussekretär des Präsidenten                                           | 1. Charakterspieler                   |              | bürgerlich          |
| männlich          | Miller, Stadtmusikant oder, wie man sie an einigen Orten nennt, Kunstpfeifer | Väterspieler                          |              | bürgerlich          |
| weiblich          | Frau Miller, die Frau des Stadtmusikanten Miller                             | Mütterspielerin                       |              | bürgerlich          |
| weiblich          | Luise Miller, dessen Tochter                                                 | Naive Liebhaberin                     | jugendl.     | bürgerlich          |
| weiblich          | Sophie, Kammerjungfer der Lady                                               | Muntere - Naive                       | jugendlich   | adelig              |
| männlich          | Ein Kammerdiener des Fürsten                                                 | Charaktercharge                       | älter        | bürgerlich          |
| männlich/weiblich | Verschiedene Nebenpersonen                                                   | Anfänger & Rollen nach Individualität | jung bis alt | adelig / bürgerlich |

## Verwandte Erscheinungen
Eine ursprünglichere Form der Bühnenfächer sind die stereotypen Figuren der Commedia dell’arte bzw. des Volkstheaters, die sich in manchen Fällen auf Typologien in der antiken Komödie (etwa den Miles Gloriosus) zurückführen lassen (siehe Lustige Person). Andere Theatertraditionen wie die spanische, französische und englische besitzen abweichende, zum Teil differenziertere und noch bis heute bestehende Rollenfächer wie den Vice aus der Shakespeare-Zeit. Über das Musical ist zum Beispiel die US-amerikanische Ingenue in Kontinentaleuropa bekannt geworden, für die es keine genaue deutsche Entsprechung gibt.